# Colorazione vitale
Per colorazione vitale si intende l'utilizzo in medicina di particolari sostanze chimiche capaci di raggiungere per via fisiologica i tessuti del corpo umano colorandoli. Tra queste sostanze molto utilizzato il Patent Blue V o Sulphan Blue che viene usato in chirurgia oncologia per evidenziare il cosiddetto linfonodo sentinella.